# لو جيانغ
لو جيانغ (بالصينية: 路姜) (30 يونيو 1981 ببكين في الصين - ) هو لاعب كرة قدم صيني في مركز الوسط. شارك مع منتخب الصين تحت 23 سنة لكرة القدم ومنتخب الصين لكرة القدم. أما مع النوادي، فقد لعب مع نادي بكين سينوبو غوان وHunan Billows F.C. ‏ وBeijing Sport University F.C. ‏.

## وصلات خارجية
- لو جيانغ على موقع قاعدة بيانات كرة القدم.إي يو (الإنجليزية)
- لو جيانغ على موقع ناشيونال فوتبول تيمز (الإنجليزية)